# Tipus d'interès lliure de risc
El Tipus d'interès lliure de risc o Taxa d'interès lliure de risc (en anglès: Risk-free interest rate) és una taxa o tipus d'una inversió que, teòricament, no té risc. És a dir, el tipus d'interès lliure de risc és el tipus d'interès que un inversor obtindrà per invertir durant un període en un actiu financer sense risc.

## Actius financers lliures de risc
Teòricament es considera que els bons governamentals emesos per economies sòlides a curt termini són actius lliures de risc, perquè d'una banda la probabilitat que un estat amb una economia sòlida faci fallida és pràcticament nul·la, i de l'altra el termini de venciment és relativament curt, fet que minimitza la possibilitat que el tipus d'interès pugin tot just després de la compra (en aquest cas l'inversor deixaria de guanyar el diferencial de tipus d'interès si hagués esperat una mica més). En el marc de referència financer americà aquest rol correspon al US Treasury bill, mentre que en el marc financer europeu aquest rol correspon al Bund alemany. La mitjana del tipus d'interès real dels bons americans durant el segle XX fou del 0,9%. Donat que sota aquestes premises un inversor guanya un interès real sense cap mena de risc, s'intueix que davant d'una alternativa d'inversió que suposi un risc, l'inversor exigirà un plus de rendibilitat per invertir-hi.

## Base teòrica de l'Economia Financera
El tipus d'interès lliure de risc té un paper fonamental en l'Economia Financera; per citar-ne alguns exemples, és clau en la Teoria moderna de cartera, la fórmula Black-Scholes o la Ràtio de Sharpe. Així mateix cal tenir present que generalment els models i principis de l'economia financera estan basats en el supòsit que els participants en el mercat poden prestar i manllevar al tipus d'interès lliure de risc sense restriccions.